# NBA Playoffs 1999
Gli NBA Playoffs 1999 si conclusero con la vittoria dei San Antonio Spurs (campioni della Western Conference) che sconfissero i campioni della Eastern Conference, i New York Knicks, i quali furono i primi finalisti NBA qualificati ai Playoffs con l'ottavo posto nella Conference.

## Squadre qualificate

### Eastern Conference
1. Miami Heat
2. Indiana Pacers
3. Orlando Magic
4. Atlanta Hawks
5. Detroit Pistons
6. Philadelphia 76ers
7. Milwaukee Bucks
8. N.Y. Knicks

### Western Conference
1. San Antonio Spurs
2. Portland T. Blazers
3. Utah Jazz
4. L.A. Lakers
5. Houston Rockets
6. Sacramento Kings
7. Phoenix Suns
8. Minnesota T'wolves

## Tabellone
|  | Primo turno | Primo turno         | Primo turno           |                    |                       | Semifinali di Conference | Semifinali di Conference | Semifinali di Conference |  |   | Finali di conference | Finali di conference | Finali di conference |  |    | Finali NBA          | Finali NBA | Finali NBA |
|  |             |                     |                       |                    |                       |                          |                          |                          |  |   |                      |                      |                      |  |    |                     |            |            |
|  | 1           | San Antonio Spurs * | 3                     |                    |                       |                          |                          |                          |  |   |                      |                      |                      |  |    |                     |            |            |
|  | 8           | Minnesota T'wolves  | 1                     |                    |                       |                          |                          |                          |  |   |                      |                      |                      |  |    |                     |            |            |
|  | 8           | Minnesota T'wolves  | 1                     |                    | 1                     | San Antonio Spurs *      | 4                        |                          |  |   |                      |                      |                      |  |    |                     |            |            |
|  |             |                     |                       |                    | 1                     | San Antonio Spurs *      | 4                        |                          |  |   |                      |                      |                      |  |    |                     |            |            |
|  |             | 4                   | L.A. Lakers           | 0                  |                       |                          |                          |                          |  |   |                      |                      |                      |  |    |                     |            |            |
|  | 4           | 4                   | L.A. Lakers           | 0                  | L.A. Lakers           | 3                        |                          |                          |  |   |                      |                      |                      |  |    |                     |            |            |
|  | 4           |                     |                       |                    | L.A. Lakers           | 3                        |                          |                          |  |   |                      |                      |                      |  |    |                     |            |            |
|  | 5           | Houston Rockets     | 1                     |                    |                       |                          |                          |                          |  |   |                      |                      |                      |  |    |                     |            |            |
|  | 5           | Houston Rockets     | 1                     |                    |                       |                          |                          |                          |  | 1 | San Antonio Spurs *  | 4                    |                      |  |    |                     |            |            |
|  |             |                     |                       | Western Conference |                       |                          |                          |                          |  | 1 | San Antonio Spurs *  | 4                    |                      |  |    |                     |            |            |
|  |             | 2                   | Portland T. Blazers * | 0                  |                       |                          |                          |                          |  |   |                      |                      |                      |  |    |                     |            |            |
|  | 3           | 2                   | Portland T. Blazers * | 0                  | Utah Jazz             | 3                        |                          |                          |  |   |                      |                      |                      |  |    |                     |            |            |
|  | 3           |                     |                       |                    | Utah Jazz             | 3                        |                          |                          |  |   |                      |                      |                      |  |    |                     |            |            |
|  | 6           | Sacramento Kings    | 2                     |                    |                       |                          |                          |                          |  |   |                      |                      |                      |  |    |                     |            |            |
|  | 6           | Sacramento Kings    | 2                     |                    | 3                     | Utah Jazz                | 2                        |                          |  |   |                      |                      |                      |  |    |                     |            |            |
|  |             |                     |                       |                    | 3                     | Utah Jazz                | 2                        |                          |  |   |                      |                      |                      |  |    |                     |            |            |
|  |             | 2                   | Portland T. Blazers * | 4                  |                       |                          |                          |                          |  |   |                      |                      |                      |  |    |                     |            |            |
|  | 2           | 2                   | Portland T. Blazers * | 4                  | Portland T. Blazers * | 3                        |                          |                          |  |   |                      |                      |                      |  |    |                     |            |            |
|  | 2           |                     |                       |                    | Portland T. Blazers * | 3                        |                          |                          |  |   |                      |                      |                      |  |    |                     |            |            |
|  | 7           | Phoenix Suns        | 0                     |                    |                       |                          |                          |                          |  |   |                      |                      |                      |  |    |                     |            |            |
|  | 7           | Phoenix Suns        | 0                     |                    |                       |                          |                          |                          |  |   |                      |                      |                      |  | W1 | San Antonio Spurs * | 4          |            |
|  |             |                     |                       |                    |                       |                          |                          |                          |  |   |                      |                      |                      |  | W1 | San Antonio Spurs * | 4          |            |
|  |             | E8                  | N.Y. Knicks           | 1                  |                       |                          |                          |                          |  |   |                      |                      |                      |  |    |                     |            |            |
|  | 1           | E8                  | N.Y. Knicks           | 1                  | Miami Heat *          | 2                        |                          |                          |  |   |                      |                      |                      |  |    |                     |            |            |
|  | 1           |                     |                       |                    | Miami Heat *          | 2                        |                          |                          |  |   |                      |                      |                      |  |    |                     |            |            |
|  | 8           | N.Y. Knicks         | 3                     |                    |                       |                          |                          |                          |  |   |                      |                      |                      |  |    |                     |            |            |
|  | 8           | N.Y. Knicks         | 3                     |                    | 8                     | N.Y. Knicks              | 4                        |                          |  |   |                      |                      |                      |  |    |                     |            |            |
|  |             |                     |                       |                    | 8                     | N.Y. Knicks              | 4                        |                          |  |   |                      |                      |                      |  |    |                     |            |            |
|  |             | 4                   | Atlanta Hawks         | 0                  |                       |                          |                          |                          |  |   |                      |                      |                      |  |    |                     |            |            |
|  | 4           | 4                   | Atlanta Hawks         | 0                  | Atlanta Hawks         | 3                        |                          |                          |  |   |                      |                      |                      |  |    |                     |            |            |
|  | 4           |                     |                       |                    | Atlanta Hawks         | 3                        |                          |                          |  |   |                      |                      |                      |  |    |                     |            |            |
|  | 5           | Detroit Pistons     | 2                     |                    |                       |                          |                          |                          |  |   |                      |                      |                      |  |    |                     |            |            |
|  | 5           | Detroit Pistons     | 2                     |                    |                       |                          |                          |                          |  | 8 | N.Y. Knicks          | 4                    |                      |  |    |                     |            |            |
|  |             |                     |                       | Eastern Conference |                       |                          |                          |                          |  | 8 | N.Y. Knicks          | 4                    |                      |  |    |                     |            |            |
|  |             | 2                   | Indiana Pacers *      | 2                  |                       |                          |                          |                          |  |   |                      |                      |                      |  |    |                     |            |            |
|  | 3           | 2                   | Indiana Pacers *      | 2                  | Orlando Magic         | 1                        |                          |                          |  |   |                      |                      |                      |  |    |                     |            |            |
|  | 3           |                     |                       |                    | Orlando Magic         | 1                        |                          |                          |  |   |                      |                      |                      |  |    |                     |            |            |
|  | 6           | Philadelphia 76ers  | 3                     |                    |                       |                          |                          |                          |  |   |                      |                      |                      |  |    |                     |            |            |
|  | 6           | Philadelphia 76ers  | 3                     |                    | 6                     | Philadelphia 76ers       | 0                        |                          |  |   |                      |                      |                      |  |    |                     |            |            |
|  |             |                     |                       |                    | 6                     | Philadelphia 76ers       | 0                        |                          |  |   |                      |                      |                      |  |    |                     |            |            |
|  |             | 2                   | Indiana Pacers *      | 4                  |                       |                          |                          |                          |  |   |                      |                      |                      |  |    |                     |            |            |
|  | 2           | 2                   | Indiana Pacers *      | 4                  | Indiana Pacers *      | 3                        |                          |                          |  |   |                      |                      |                      |  |    |                     |            |            |
|  | 2           |                     |                       |                    | Indiana Pacers *      | 3                        |                          |                          |  |   |                      |                      |                      |  |    |                     |            |            |
|  | 7           | Milwaukee Bucks     | 0                     |                    |                       |                          |                          |                          |  |   |                      |                      |                      |  |    |                     |            |            |

Legenda
- * Vincitore Division
- "Grassetto" Vincitore serie
- "Corsivo" Squadra con fattore campo

## Eastern Conference

### Primo turno

#### (1) Miami Heat - (8) New York Knicks
RISULTATO FINALE: 2-3
| Arbitri: | Joe DeRosa Ron Garretson Steve Javie |

|                |          |                            |
| A. Mourning 27 | Punti    | L. Sprewell, A. Houston 22 |
| A. Hardaway 3  | Assist   | C. Ward 6                  |
| D. Majerle 10  | Rimbalzi | P. Ewing 15                |

| Arbitri: | Dan Crawford Nolan Fine Bernie Fryer |

|                           |          |             |
| A. Mourning 26            | Punti    | P. Ewing 16 |
| A. Hardaway 11            | Assist   | C. Ward 5   |
| A. Mourning, D. Majerle 8 | Rimbalzi | P. Ewing 15 |

| Arbitri: | Joe Forte David Jones Mike Mathis |

|                |          |                |
| L. Sprewell 20 | Punti    | A. Mourning 18 |
| C. Ward 4      | Assist   | A. Hardaway 5  |
| M. Camby 9     | Rimbalzi | P. J. Brown 8  |

| Arbitri: | Joey Crawford Bob Delaney Tom Washington |

|                        |          |                           |
| A. Houston, C. Ward 12 | Punti    | A. Mourning, T. Porter 16 |
| C. Ward 4              | Assist   | T. Porter 7               |
| L. Johnson 12          | Rimbalzi | A. Mourning 9             |

| Arbitri: | Jim Clark Hugh Evans Eddie F. Rush |

|                |          |                                   |
| A. Mourning 21 | Punti    | P. Ewing 22                       |
| A. Hardaway 8  | Assist   | C. Childs, C. Ward, L. Sprewell 3 |
| P. J. Brown 12 | Rimbalzi | P. Ewing 11                       |

PRECEDENTI IN REGULAR SEASON
| Regular Season 1998-99 | Miami Heat | 2 – 2                                                             | N.Y. Knicks | Referto 1 - Referto 2 - Referto 3 - Referto 4 |
| New York Knicks 79 (1 t.s.) Miami Heat 85 Miami Heat 80 New York Knicks 101 Punti 83 Miami Heat 84 New York Knicks 82 New York Knicks 88 Miami Heat |            |                                                                   |             |                                               |
| |            |                                                                   |             |                                               |
| New York Knicks 79 (1 t.s.) Miami Heat 85 Miami Heat 80 New York Knicks 101                                                                         | Punti      | 83 Miami Heat 84 New York Knicks 82 New York Knicks 88 Miami Heat |             |                                               |

PRECEDENTI NEI PLAYOFF
|  | Miami Heat (1997) | 1 – 1 | N.Y. Knicks (1998) |  |

#### (2) Indiana Pacers - (7) Milwaukee Bucks
RISULTATO FINALE: 3-0
| Arbitri: | Eddie F. Rush Bennett Salvatore Don Vaden |

|               |          |                                     |
| J. Rose 24    | Punti    | R. Allen 22                         |
| M. Jackson 12 | Assist   | R. Allen, G. Robinson, S. Cassell 3 |
| D. Davis 15   | Rimbalzi | G. Robinson 7                       |

| Arbitri: | Hue Hollins Jack Nies Greg Willard |

|              |          |                |
| R. Miller 30 | Punti    | R. Allen 25    |
| J. Rose 9    | Assist   | S. Cassell 11  |
| A. Davis 8   | Rimbalzi | G. Robinson 12 |

| Arbitri: | Dick Bavetta Terry Durham Tommy Nunez Sr. |

|                |          |               |
| G. Robinson 23 | Punti    | R. Miller 33  |
| S. Cassell 12  | Assist   | M. Jackson 10 |
| R. Allen 11    | Rimbalzi | D. Davis 7    |

PRECEDENTI IN REGULAR SEASON
| Regular Season 1998-99 | Indiana Pacers | 3 – 0                                                     | Milwaukee Bucks | Referto 1 - Referto 2 - Referto 3 |
| Milwaukee Bucks 80 Indiana Pacers 109 (1 t.s.) Indiana Pacers 108 Punti 82 Indiana Pacers 104 Milwaukee Bucks 100 Milwaukee Bucks |                |                                                           |                 |                                   |
| |                |                                                           |                 |                                   |
| Milwaukee Bucks 80 Indiana Pacers 109 (1 t.s.) Indiana Pacers 108                                                                 | Punti          | 82 Indiana Pacers 104 Milwaukee Bucks 100 Milwaukee Bucks |                 |                                   |

PRECEDENTI NEI PLAYOFF

Si è trattata della prima sfida tra le due squadre ai playoff.

#### (4) Atlanta Hawks - (5) Detroit Pistons
RISULTATO FINALE: 3-2
| Arbitri: | Mike Callahan Bernie Fryer Jess Kersey |

|               |          |            |
| S. Smith 19   | Punti    | G. Hill 26 |
| M. Blaylock 7 | Assist   | G. Hill 8  |
| D. Mutombo 19 | Rimbalzi | B. Dele 9  |

| Arbitri: | Joe DeRosa Ron Garretson Steve Javie |

|               |          |             |
| D. Mutombo 28 | Punti    | G. Hill 15  |
| M. Blaylock 6 | Assist   | J. Dumars 5 |
| D. Mutombo 13 | Rimbalzi | G. Hill 10  |

| Arbitri: | Hugh Evans Nolan Fine Luis Grillo |

|                |          |               |
| C. Laettner 15 | Punti    | T. Corbin 16  |
| G. Hill 5      | Assist   | M. Blaylock 5 |
| J. Williams 10 | Rimbalzi | D. Mutombo 10 |

| Arbitri: | Jim Clark Hue Hollins Tommy Nunez Sr. |

|               |          |                         |
| G. Hill 23    | Punti    | S. Smith 21             |
| G. Hill 9     | Assist   | T. Corbin, A. Johnson 4 |
| J. Williams 8 | Rimbalzi | D. Mutombo 8            |

| Arbitri: | Joey Crawford Joe Forte Derrick Stafford |

|                         |          |                    |
| G. Long 26              | Punti    | G. Hill 21         |
| M. Blaylock, S. Smith 6 | Assist   | G. Hill 11         |
| D. Mutombo 18           | Rimbalzi | B. Dele, G. Hill 7 |

PRECEDENTI IN REGULAR SEASON
| Regular Season 1998-99                                                                                            | Atlanta Hawks | 1 – 2                                                | Detroit Pistons | Referto 1 - Referto 2 - Referto 3 |
| Detroit Pistons 72 Atlanta Hawks 77 Detroit Pistons 89 Punti 85 Atlanta Hawks 93 Detroit Pistons 82 Atlanta Hawks |               |                                                      |                 |                                   |
| |               |                                                      |                 |                                   |
| Detroit Pistons 72 Atlanta Hawks 77 Detroit Pistons 89                                                            | Punti         | 85 Atlanta Hawks 93 Detroit Pistons 82 Atlanta Hawks |                 |                                   |

PRECEDENTI NEI PLAYOFF
|  | Atlanta Hawks (1958, 1963, 1986, 1997) | 4 – 3 | Detroit Pistons (1956, 1987, 1991) |  |

#### (3) Orlando Magic - (6) Philadelphia 76ers
RISULTATO FINALE: 1-3
| Arbitri: | Joe Forte Mike Mathis Greg Willard |

|                             |          |               |
| A. Hardaway 19              | Punti    | A. Iverson 30 |
| D. Armstrong, A. Hardaway 6 | Assist   | A. Iverson 7  |
| H. Grant 10                 | Rimbalzi | G. Lynch 12   |

| Arbitri: | Terry Durham Jess Kersey Tommy Nunez Sr. |

|                                        |          |               |
| A. Hardaway 22                         | Punti    | A. Iverson 13 |
| D. Armstrong, I. Austin, A. Hardaway 4 | Assist   | G. Lynch 6    |
| N. Anderson 8                          | Rimbalzi | T. Ratliff 8  |

| Arbitri: | Joe DeRosa Hue Hollins Ken Mauer |

|               |          |                |
| A. Iverson 33 | Punti    | N. Anderson 23 |
| E. Snow 8     | Assist   | D. Armstrong 7 |
| T. Hill 9     | Rimbalzi | M. Harpring 10 |

| Arbitri: | Ted Bernhardt Ronnie Nunn Bennett Salvatore |

|               |          |                       |
| A. Iverson 37 | Punti    | N. Anderson 29        |
| A. Iverson 9  | Assist   | D. Armstrong 8        |
| G. Lynch 10   | Rimbalzi | I. Austin, H. Grant 8 |

PRECEDENTI IN REGULAR SEASON
| Regular Season 1998-99 | Orlando Magic | 1 – 2                                                   | Philadelphia 76ers | Referto 1 - Referto 2 - Referto 3 |
| Philadelphia 76ers 95 Orlando Magic 74 Philadelphia 76ers 103 Punti 75 Orlando Magic 73 Philadelphia 76ers 86 Orlando Magic |               |                                                         |                    |                                   |
| |               |                                                         |                    |                                   |
| Philadelphia 76ers 95 Orlando Magic 74 Philadelphia 76ers 103                                                               | Punti         | 75 Orlando Magic 73 Philadelphia 76ers 86 Orlando Magic |                    |                                   |

PRECEDENTI NEI PLAYOFF

Si è trattata della prima sfida tra le due squadre ai playoff.

### Semifinali

#### (4) Atlanta Hawks - (8) New York Knicks
RISULTATO FINALE: 0-4
| Arbitri: | Ted Bernhardt Jess Kersey Bennett Salvatore |

|                |          |               |
| C. Crawford 26 | Punti    | A. Houston 34 |
| M. Blaylock 4  | Assist   | C. Ward 7     |
| D. Mutombo 13  | Rimbalzi | C. Dudley 9   |

| Arbitri: | Dick Bavetta Tommy Nunez Sr. Ronnie Nunn |

|                |          |                |
| M. Blaylock 17 | Punti    | L. Sprewell 31 |
| S. Smith 2     | Assist   | C. Childs 5    |
| D. Mutombo 17  | Rimbalzi | M. Camby 13    |

| Arbitri: | Joe DeRosa Ron Garretson Steve Javie |

|                            |          |                      |
| A. Houston, L. Sprewell 17 | Punti    | G. Long, S. Smith 17 |
| C. Childs 6                | Assist   | M. Blaylock 3        |
| C. Dudley 12               | Rimbalzi | D. Mutombo 16        |

| Arbitri: | Dan Crawford Ken Mauer Derrick Stafford |

|               |          |                                  |
| A. Houston 19 | Punti    | S. Smith 14                      |
| C. Ward 6     | Assist   | G. Long, S. Smith, M. Blaylock 3 |
| P. Ewing 9    | Rimbalzi | G. Long, D. Mutombo 9            |

PRECEDENTI IN REGULAR SEASON
| Regular Season 1998-99                                                                                            | Atlanta Hawks | 2 – 1                                                  | N.Y. Knicks | Referto 1 - Referto 2 - Referto 3 |
| New York Knicks 71 Atlanta Hawks 78 Atlanta Hawks 76 Punti 80 Atlanta Hawks 86 New York Knicks 73 New York Knicks |               |                                                        |             |                                   |
| |               |                                                        |             |                                   |
| New York Knicks 71 Atlanta Hawks 78 Atlanta Hawks 76                                                              | Punti         | 80 Atlanta Hawks 86 New York Knicks 73 New York Knicks |             |                                   |

PRECEDENTI NEI PLAYOFF
|  | Atlanta Hawks | 0 – 1 | N.Y. Knicks (1971) |  |

#### (2) Indiana Pacers - (6) Philadelphia 76ers
RISULTATO FINALE: 4-0
| Arbitri: | Dan Crawford Bob Delaney Luis Grillo |

|              |          |               |
| J. Rose 27   | Punti    | A. Iverson 35 |
| M. Jackson 6 | Assist   | E. Snow 10    |
| A. Davis 10  | Rimbalzi | M. Geiger 11  |

| Arbitri: | Steve Javie Jack Nies Don Vaden |

|               |          |               |
| R. Smits 25   | Punti    | A. Iverson 23 |
| M. Jackson 14 | Assist   | E. Snow 6     |
| D. Davis 14   | Rimbalzi | T. Ratliff 12 |

| Arbitri: | Joey Crawford Bernie Fryer Derrick Stafford |

|               |          |               |
| A. Iverson 32 | Punti    | R. Miller 29  |
| E. Snow 9     | Assist   | M. Jackson 10 |
| T. Hill 12    | Rimbalzi | D. Davis 11   |

| Arbitri: | Hugh Evans Mike Mathis Eddie F. Rush |

|               |          |               |
| A. Iverson 25 | Punti    | R. Miller 23  |
| E. Snow 7     | Assist   | M. Jackson 13 |
| M. Geiger 13  | Rimbalzi | D. Davis 9    |

PRECEDENTI IN REGULAR SEASON
| Regular Season 1998-99 | Indiana Pacers | 1 – 2                                                      | Philadelphia 76ers | Referto 1 - Referto 2 - Referto 3 |
| Indiana Pacers 99 Philadelphia 76ers 114 Philadelphia 76ers 93 Punti 95 Philadelphia 76ers 110 Indiana Pacers 83 Indiana Pacers |                |                                                            |                    |                                   |
| |                |                                                            |                    |                                   |
| Indiana Pacers 99 Philadelphia 76ers 114 Philadelphia 76ers 93                                                                  | Punti          | 95 Philadelphia 76ers 110 Indiana Pacers 83 Indiana Pacers |                    |                                   |

PRECEDENTI NEI PLAYOFF
|  | Indiana Pacers | 0 – 1 | Philadelphia 76ers (1981) |  |

### Finale

#### (2) Indiana Pacers - (8) New York Knicks
RISULTATO FINALE: 2-4
| Arbitri: | Hugh Evans Bernie Fryer Bennett Salvatore |

|                        |          |                      |
| R. Miller 19           | Punti    | A. Houston 19        |
| M. Jackson 11          | Assist   | C. Childs, C. Ward 5 |
| A. Davis, M. Jackson 7 | Rimbalzi | P. Ewing 10          |

| Arbitri: | Dick Bavetta Joe Forte Hue Hollins |

|               |          |                                       |
| M. Jackson 17 | Punti    | L. Johnson 22                         |
| M. Jackson 8  | Assist   | A. Houston, L. Johnson, L. Sprewell 3 |
| D. Davis 12   | Rimbalzi | M. Camby 13                           |

| Arbitri: | Terry Durham Steve Javie Jess Kersey |

|               |          |              |
| L. Johnson 26 | Punti    | R. Smits 25  |
| C. Childs 10  | Assist   | M. Jackson 9 |
| M. Camby 11   | Rimbalzi | A. Davis 8   |

| Arbitri: | Joey Crawford Ron Garretson Eddie F. Rush |

|             |          |              |
| M. Camby 18 | Punti    | J. Rose 19   |
| C. Childs 8 | Assist   | M. Jackson 4 |
| M. Camby 14 | Rimbalzi | D. Davis 9   |

| Arbitri: | Dan Crawford Bob Delaney Ronnie Nunn |

|              |          |                |
| R. Miller 30 | Punti    | L. Sprewell 29 |
| M. Jackson 4 | Assist   | C. Childs 7    |
| D. Davis 18  | Rimbalzi | M. Camby 13    |

| Arbitri: | Dick Bavetta Hue Hollins Mike Mathis |

|               |          |                         |
| A. Houston 32 | Punti    | R. Smits 20             |
| C. Childs 4   | Assist   | M. Jackson, R. Miller 4 |
| M. Camby 9    | Rimbalzi | D. Davis 12             |

PRECEDENTI IN REGULAR SEASON
| Regular Season 1998-99                                                                                                | Indiana Pacers | 2 – 1                                                   | N.Y. Knicks | Referto 1 - Referto 2 - Referto 3 |
| New York Knicks 94 Indiana Pacers 108 Indiana Pacers 94 Punti 93 Indiana Pacers 95 New York Knicks 71 New York Knicks |                |                                                         |             |                                   |
| |                |                                                         |             |                                   |
| New York Knicks 94 Indiana Pacers 108 Indiana Pacers 94                                                               | Punti          | 93 Indiana Pacers 95 New York Knicks 71 New York Knicks |             |                                   |

PRECEDENTI NEI PLAYOFF
|  | Indiana Pacers (1995, 1998) | 2 – 2 | N.Y. Knicks (1993, 1994) |  |

## Western Conference

### Primo turno

#### (1) San Antonio Spurs - (8) Minnesota Timberwolves
RISULTATO FINALE: 3-1
| Arbitri: | Luis Grillo Hue Hollins David Jones |

|               |          |                          |
| T. Duncan 26  | Punti    | K. Garnett 21            |
| A. Johnson 10 | Assist   | T. Brandon 11            |
| T. Duncan 12  | Rimbalzi | T. Brandon, K. Garnett 8 |

| Arbitri: | Ted Bernhardt Ken Mauer Bennett Salvatore |

|              |          |               |
| T. Duncan 18 | Punti    | K. Garnett 23 |
| M. Elie 4    | Assist   | T. Brandon 9  |
| T. Duncan 16 | Rimbalzi | K. Garnett 12 |

| Arbitri: | Jess Kersey Jack Nies Bill Spooner |

|                                       |          |                          |
| K. Garnett 23                         | Punti    | A. Johnson 24            |
| T. Brandon, K. Garnett, S. Mitchell 2 | Assist   | T. Duncan, D. Robinson 7 |
| K. Garnett 12                         | Rimbalzi | D. Robinson 18           |

| Arbitri: | Dick Bavetta Terry Durham Don Vaden |

|                          |          |                |
| T. Brandon 27            | Punti    | D. Robinson 19 |
| T. Brandon, K. Garnett 6 | Assist   | A. Johnson 6   |
| K. Garnett 16            | Rimbalzi | D. Robinson 9  |

PRECEDENTI IN REGULAR SEASON
| Regular Season 1998-99 | San Antonio Spurs | 2 – 2                                                                                         | Minnesota T'wolves | Referto 1 - Referto 2 - Referto 3 - Referto 4 |
| San Antonio Spurs 96 Minnesota Timberwolves 74 Minnesota Timberwolves 95 San Antonio Spurs 95 Punti 82 Minnesota Timberwolves 70 San Antonio Spurs 89 San Antonio Spurs 79 Minnesota Timberwolves |                   |                                                                                               |                    |                                               |
| |                   |                                                                                               |                    |                                               |
| San Antonio Spurs 96 Minnesota Timberwolves 74 Minnesota Timberwolves 95 San Antonio Spurs 95 | Punti             | 82 Minnesota Timberwolves 70 San Antonio Spurs 89 San Antonio Spurs 79 Minnesota Timberwolves |                    |                                               |

PRECEDENTI NEI PLAYOFF

Si è trattata della prima sfida tra le due squadre ai playoff.

#### (2) Portland Trail Blazers - (7) Phoenix Suns
RISULTATO FINALE: 3-0
| Arbitri: | Dick Bavetta Ted Bernhardt Derrick Stafford |

|              |          |                |
| I. Rider 25  | Punti    | J. Kidd 17     |
| A. Sabonis 8 | Assist   | J. Kidd 7      |
| B. Grant 10  | Rimbalzi | T. Gugliotta 9 |

| Arbitri: | Jim Clark Hugh Evans Mark Wunderlich |

|                            |          |                           |
| B. Grant, D. Stoudamire 22 | Punti    | P. Garrity, G. McCloud 15 |
| D. Stoudamire 13           | Assist   | J. Kidd 12                |
| A. Sabonis 9               | Rimbalzi | T. Gugliotta 9            |

| Arbitri: | Dan Crawford Ronnie Nunn Tom Washington |

|                           |          |                 |
| C. Robinson 24            | Punti    | B. Grant 20     |
| J. Kidd 12                | Assist   | D. Stoudamire 7 |
| T. Gugliotta, C. Robinson | Rimbalzi | A. Sabonis 11   |

PRECEDENTI IN REGULAR SEASON
| Regular Season 1998-99 | Portland T. Blazers | 3 – 0                                                     | Phoenix Suns | Referto 1 - Referto 2 - Referto 3 |
| Portland Trail Blazers 97 Phoenix Suns 86 Portland Trail Blazers 98 Punti 84 Phoenix Suns 88 Portland Trail Blazers 93 Phoenix Suns |                     |                                                           |              |                                   |
| |                     |                                                           |              |                                   |
| Portland Trail Blazers 97 Phoenix Suns 86 Portland Trail Blazers 98                                                                 | Punti               | 84 Phoenix Suns 88 Portland Trail Blazers 93 Phoenix Suns |              |                                   |

PRECEDENTI NEI PLAYOFF
|  | Portland T. Blazers (1990, 1992) | 2 – 3 | Phoenix Suns (1979, 1984, 1995) |  |

#### (3) Utah Jazz - (6) Sacramento Kings
RISULTATO FINALE: 3-2
| Arbitri: | Jim Clark Hue Hollins Mark Wunderlich |

|               |          |              |
| K. Malone 21  | Punti    | C. Webber 14 |
| K. Malone 9   | Assist   | C. Webber 3  |
| G. Ostertag 9 | Rimbalzi | C. Webber 9  |

| Arbitri: | Joey Crawford Bob Delaney Tom Washington |

|                          |          |              |
| K. Malone 33             | Punti    | C. Webber 20 |
| H. Eisley, J. Stockton 6 | Assist   | V. Divac 8   |
| K. Malone 10             | Rimbalzi | V. Divac 7   |

| Arbitri: | Mike Callahan Steve Javie Eddie F. Rush |

|               |          |                          |
| V. Divac 22   | Punti    | K. Malone 22             |
| J. Williams 6 | Assist   | K. Malone, J. Stockton 5 |
| V. Divac 14   | Rimbalzi | K. Malone 13             |

| Arbitri: | Dan Crawford Ron Garretson Greg Willard |

|               |          |               |
| C. Webber 18  | Punti    | K. Malone 23  |
| J. Williams 6 | Assist   | J. Stockton 8 |
| V. Divac 14   | Rimbalzi | K. Malone 9   |

| Arbitri: | Dick Bavetta Hue Hollins Jack Nies |

|                |          |               |
| K. Malone 20   | Punti    | V. Maxwell 22 |
| J. Stockton 14 | Assist   | V. Divac 5    |
| K. Malone 12   | Rimbalzi | C. Webber 14  |

PRECEDENTI IN REGULAR SEASON
| Regular Season 1998-99 | Utah Jazz | 2 – 1                                                     | Sacramento Kings | Referto 1 - Referto 2 - Referto 3 |
| (1 t.s.) Utah Jazz 120 (1 t.s.) Sacramento Kings 104 Sacramento Kings 100 Punti 112 Sacramento Kings 101 Utah Jazz 105 Utah Jazz (1 t.s.) |           |                                                           |                  |                                   |
| |           |                                                           |                  |                                   |
| (1 t.s.) Utah Jazz 120 (1 t.s.) Sacramento Kings 104 Sacramento Kings 100                                                                 | Punti     | 112 Sacramento Kings 101 Utah Jazz 105 Utah Jazz (1 t.s.) |                  |                                   |

PRECEDENTI NEI PLAYOFF

Si è trattata della prima sfida tra le due squadre ai playoff.

#### (4) Los Angeles Lakers - (5) Houston Rockets
RISULTATO FINALE: 3-1
| Arbitri: | Dick Bavetta Ted Bernhardt Derrick Stafford |

|              |          |                          |
| G. Rice 29   | Punti    | C. Barkley 25            |
| D. Fisher 6  | Assist   | S. Pippen 8              |
| S. O'Neal 11 | Rimbalzi | C. Barkley, S. Pippen 10 |

| Arbitri: | Joey Crawford Bob Delaney Bill Spooner |

|              |          |               |
| S. O'Neal 28 | Punti    | S. Mack 20    |
| S. O'Neal 7  | Assist   | S. Pippen 5   |
| R. Horry 10  | Rimbalzi | C. Barkley 13 |

| Arbitri: | Ronnie Nunn Bennett Salvatore Don Vaden |

|               |          |              |
| S. Pippen 37  | Punti    | S. O'Neal 26 |
| B. Price 7    | Assist   | D. Fisher 6  |
| C. Barkley 23 | Rimbalzi | S. O'Neal 10 |

| Arbitri: | Bernie Fryer Jess Kersey Ken Mauer |

|               |          |              |
| C. Barkley 20 | Punti    | S. O'Neal 37 |
| C. Barkley 6  | Assist   | K. Bryant 8  |
| S. Pippen 17  | Rimbalzi | S. O'Neal 9  |

PRECEDENTI IN REGULAR SEASON
| Regular Season 1998-99 | L.A. Lakers | 2 – 1                                                       | Houston Rockets | Referto 1 - Referto 2 - Referto 3 |
| Los Angeles Lakers 99 Los Angeles Lakers 106 Houston Rockets 102 Punti 91 Houston Rockets 90 Houston Rockets 80 Los Angeles Lakers |             |                                                             |                 |                                   |
| |             |                                                             |                 |                                   |
| Los Angeles Lakers 99 Los Angeles Lakers 106 Houston Rockets 102                                                                   | Punti       | 91 Houston Rockets 90 Houston Rockets 80 Los Angeles Lakers |                 |                                   |

PRECEDENTI NEI PLAYOFF
|  | L.A. Lakers (1990, 1991) | 2 – 3 | Houston Rockets (1981, 1986, 1996) |  |

### Semifinali

#### (1) San Antonio Spurs - (4) Los Angeles Lakers
RISULTATO FINALE: 4-0
| Arbitri: | Joe DeRosa Ron Garretson Steve Javie |

|              |          |                                  |
| T. Duncan 25 | Punti    | K. Bryant, S. O'Neal, G. Rice 21 |
| A. Johnson 8 | Assist   | K. Bryant 6                      |
| W. Perdue 9  | Rimbalzi | S. O'Neal 15                     |

| Arbitri: | Jim Clark Joe Forte Hue Hollins |

|               |          |                                   |
| T. Duncan 21  | Punti    | K. Bryant 28                      |
| A. Johnson 10 | Assist   | K. Bryant 4                       |
| T. Duncan 8   | Rimbalzi | K. Bryant, S. O'Neal, J.R. Reid 8 |

| Arbitri: | Ted Bernhardt Jess Kersey Bennett Salvatore |

|              |          |              |
| G. Rice 24   | Punti    | T. Duncan 37 |
| D. Fisher 9  | Assist   | A. Johnson 7 |
| S. O'Neal 15 | Rimbalzi | T. Duncan 14 |

| Arbitri: | Dick Bavetta Terry Durham Jack Nies |

|                     |          |               |
| S. O'Neal 36        | Punti    | T. Duncan 33  |
| T. Lue, D. Fisher 6 | Assist   | A. Johnson 10 |
| S. O'Neal 14        | Rimbalzi | T. Duncan 9   |

PRECEDENTI IN REGULAR SEASON
| Regular Season 1998-99 | San Antonio Spurs | 1 – 2                                                            | L.A. Lakers | Referto 1 - Referto 2 - Referto 3 |
| San Antonio Spurs 75 Los Angeles Lakers 106 San Antonio Spurs 108 Punti 80 Los Angeles Lakers 94 San Antonio Spurs 81 Los Angeles Lakers |                   |                                                                  |             |                                   |
| |                   |                                                                  |             |                                   |
| San Antonio Spurs 75 Los Angeles Lakers 106 San Antonio Spurs 108                                                                        | Punti             | 80 Los Angeles Lakers 94 San Antonio Spurs 81 Los Angeles Lakers |             |                                   |

PRECEDENTI NEI PLAYOFF
|  | San Antonio Spurs (1995) | 1 – 4 | L.A. Lakers (1982, 1983, 1986, 1988) |  |

#### (2) Portland Trail Blazers - (3) Utah Jazz
RISULTATO FINALE: 4-2
| Arbitri: | Joey Crawford Bernie Fryer Eddie F. Rush |

|               |          |                 |
| K. Malone 25  | Punti    | B. Grant 19     |
| J. Stockton 7 | Assist   | D. Stoudamire 5 |
| K. Malone 12  | Rimbalzi | A. Sabonis 11   |

| Arbitri: | Bob Delaney Hugh Evans Ken Mauer |

|               |          |                 |
| K. Malone 23  | Punti    | I. Rider 27     |
| J. Stockton 9 | Assist   | D. Stoudamire 6 |
| K. Malone 17  | Rimbalzi | A. Sabonis 14   |

| Arbitri: | Dan Crawford Joe Forte Luis Grillo |

|               |          |               |
| R. Wallace 20 | Punti    | K. Malone 25  |
| I. Rider 8    | Assist   | J. Stockton 5 |
| B. Grant 15   | Rimbalzi | K. Malone 14  |

| Arbitri: | Jim Clark Hue Hollins Ronnie Nunn |

|               |          |                          |
| I. Rider 24   | Punti    | K. Malone, B. Russell 17 |
| G. Anthony 3  | Assist   | J. Stockton 10           |
| A. Sabonis 15 | Rimbalzi | K. Malone 9              |

| Arbitri: | Dick Bavetta Terry Durham Ron Garretson |

|                           |          |                 |
| K. Malone 23              | Punti    | I. Rider 16     |
| J. Stockton 14            | Assist   | D. Stoudamire 6 |
| G. Ostertag, B. Russell 9 | Rimbalzi | B. Grant 10     |

| Arbitri: | Steve Javie Mike Mathis Don Vaden |

|              |          |                |
| I. Rider 24  | Punti    | J. Hornacek 21 |
| J. Jackson 6 | Assist   | J. Stockton 10 |
| B. Grant 12  | Rimbalzi | K. Malone 7    |

PRECEDENTI IN REGULAR SEASON
| Regular Season 1998-99 | Portland T. Blazers | 1 – 2                                                | Utah Jazz | Referto 1 - Referto 2 - Referto 3 |
| (2 t.s.) Portland Trail Blazers 102 Portland Trail Blazers 77 Utah Jazz 96 Punti 100 Utah Jazz 91 Utah Jazz 85 Portland Trail Blazers |                     |                                                      |           |                                   |
| |                     |                                                      |           |                                   |
| (2 t.s.) Portland Trail Blazers 102 Portland Trail Blazers 77 Utah Jazz 96                                                            | Punti               | 100 Utah Jazz 91 Utah Jazz 85 Portland Trail Blazers |           |                                   |

PRECEDENTI NEI PLAYOFF
|  | Portland T. Blazers (1991, 1992) | 2 – 2 | Utah Jazz (1988, 1996) |  |

### Finale

#### (1) San Antonio Spurs - (2) Portland Trail Blazers
RISULTATO FINALE: 4-0
| Arbitri: | Joey Crawford Jess Kersey Eddie F. Rush |

|                           |          |                 |
| T. Duncan, D. Robinson 21 | Punti    | R. Wallace 28   |
| A. Johnson 9              | Assist   | D. Stoudamire 8 |
| T. Duncan 13              | Rimbalzi | R. Wallace 8    |

| Arbitri: | Dan Crawford Bob Delaney Ron Garretson |

|              |          |                        |
| T. Duncan 23 | Punti    | A. Sabonis 17          |
| A. Johnson 7 | Assist   | D. Stoudamire 7        |
| T. Duncan 10 | Rimbalzi | B. Grant, A. Sabonis 7 |

| Arbitri: | Bernie Fryer Mike Mathis Ronnie Nunn |

|                              |          |               |
| R. Wallace 22                | Punti    | J. Jackson 19 |
| D. Stoudamire, W. Williams 3 | Assist   | A. Johnson 8  |
| B. Grant 13                  | Rimbalzi | D. Robinson 9 |

| Arbitri: | Hugh Evans Jack Nies Bennett Salvatore |

|                                  |          |                |
| D. Stoudamire 21                 | Punti    | D. Robinson 20 |
| T. Duncan, M. Elie, J. Jackson 4 | Assist   | A. Johnson 6   |
| A. Sabonis 7                     | Rimbalzi | D. Robinson 9  |

PRECEDENTI IN REGULAR SEASON
| Regular Season 1998-99 | San Antonio Spurs | 3 – 1                                                                                         | Portland T. Blazers | Referto 1 - Referto 2 - Referto 3 - Referto 4 |
| Portland Trail Blazers 90 San Antonio Spurs 81 (1 t.s.) San Antonio Spurs 98 Portland Trail Blazers 81 Punti 85 San Antonio Spurs 80 Portland Trail Blazers 90 Portland Trail Blazers 87 San Antonio Spurs |                   |                                                                                               |                     |                                               |
| |                   |                                                                                               |                     |                                               |
| Portland Trail Blazers 90 San Antonio Spurs 81 (1 t.s.) San Antonio Spurs 98 Portland Trail Blazers 81 | Punti             | 85 San Antonio Spurs 80 Portland Trail Blazers 90 Portland Trail Blazers 87 San Antonio Spurs |                     |                                               |

PRECEDENTI NEI PLAYOFF
|  | San Antonio Spurs (1993) | 1 – 1 | Portland T. Blazers (1990) |  |

## NBA Finals 1999

### San Antonio Spurs - New York Knicks
RISULTATO FINALE
|  | San Antonio Spurs | 4 – 1 | N.Y. Knicks |  |

PRECEDENTI IN REGULAR SEASON

Non ci sono stati incontri tra le due squadre durante la regular season.
PRECEDENTI NEI PLAYOFF

Si è trattata della prima sfida tra le due squadre ai playoff.

#### Roster
| \| Pos. \| Num. \| Naz. \| Nome \| Altezza \| Peso \| Data nascita \| Provenienza \| \| ---- \| ---- \| ---------------------------------- \| ----------------- \| ------- \| ------ \| ------------ \| ---------------------- \| \| G \| 33 \| Stati Uniti (bandiera) \| Daniels, Antonio \| 193 cm \| 93 kg \| 19-03-1975 \| Bowling Green \| \| A/C \| 21 \| Isole Vergini Americane (bandiera) \| Duncan, Tim (C) \| 211 cm \| 113 kg \| 25-04-1976 \| Wake Forest \| \| G/AP \| 17 \| Stati Uniti (bandiera) \| Elie, Mario \| 196 cm \| 95 kg \| 26-11-1963 \| American International \| \| A \| 32 \| Stati Uniti (bandiera) \| Elliott, Sean \| 203 cm \| 93 kg \| 02-02-1968 \| Arizona \| \| G \| 10 \| Australia (bandiera) \| Gaze, Andrew \| 201 cm \| 93 kg \| 24-07-1965 \| Seton Hall \| \| G/AP \| 2 \| Stati Uniti (bandiera) \| Jackson, Jaren \| 193 cm \| 86 kg \| 27-10-1967 \| Georgetown \| \| G \| 6 \| Stati Uniti (bandiera) \| Johnson, Avery \| 178 cm \| 79 kg \| 25-03-1965 \| Southern \| \| G \| 4 \| Stati Uniti (bandiera) \| Kerr, Steve \| 191 cm \| 79 kg \| 27-09-1965 \| Arizona \| \| A \| 25 \| Stati Uniti (bandiera) \| Kersey, Jerome \| 201 cm \| 98 kg \| 26-06-1962 \| Longwood \| \| A \| 54 \| Stati Uniti (bandiera) \| King, Gerard \| 206 cm \| 104 kg \| 25-11-1972 \| Nicholls State \| \| C \| 41 \| Stati Uniti (bandiera) \| Perdue, Will \| 213 cm \| 109 kg \| 29-08-1965 \| Vanderbilt \| \| C \| 50 \| Stati Uniti (bandiera) \| Robinson, David \| 216 cm \| 107 kg \| 06-08-1965 \| Navy \| \| A \| 31 \| Stati Uniti (bandiera) \| Rose, Malik \| 201 cm \| 113 kg \| 23-11-1974 \| Drexel \| \| G \| 11 \| Stati Uniti (bandiera) \| Williams, Brandon \| 198 cm \| 98 kg \| 27-09-1975 \| Davidson \| | Allenatore - Gregg Popovich Assistente/i - Mike Budenholzer - Hank Egan - Paul Pressey Legenda - (C) Capitano - (FA) Free agent - (S) Sospeso - (TW) Contratto Two-way - (GL) Assegnato a squadra G League affiliata - Infortunato Roster • Transazioni · Ultima transazione: 30 giugno 1999 |                                    |                   |         |        |              |                        |
| Pos. | Num. | Naz.                               | Nome              | Altezza | Peso   | Data nascita | Provenienza            |
| G | 33 | Stati Uniti (bandiera)             | Daniels, Antonio  | 193 cm  | 93 kg  | 19-03-1975   | Bowling Green          |
| A/C | 21 | Isole Vergini Americane (bandiera) | Duncan, Tim (C)   | 211 cm  | 113 kg | 25-04-1976   | Wake Forest            |
| G/AP | 17 | Stati Uniti (bandiera)             | Elie, Mario       | 196 cm  | 95 kg  | 26-11-1963   | American International |
| A | 32 | Stati Uniti (bandiera)             | Elliott, Sean     | 203 cm  | 93 kg  | 02-02-1968   | Arizona                |
| G | 10 | Australia (bandiera)               | Gaze, Andrew      | 201 cm  | 93 kg  | 24-07-1965   | Seton Hall             |
| G/AP | 2 | Stati Uniti (bandiera)             | Jackson, Jaren    | 193 cm  | 86 kg  | 27-10-1967   | Georgetown             |
| G | 6 | Stati Uniti (bandiera)             | Johnson, Avery    | 178 cm  | 79 kg  | 25-03-1965   | Southern               |
| G | 4 | Stati Uniti (bandiera)             | Kerr, Steve       | 191 cm  | 79 kg  | 27-09-1965   | Arizona                |
| A | 25 | Stati Uniti (bandiera)             | Kersey, Jerome    | 201 cm  | 98 kg  | 26-06-1962   | Longwood               |
| A | 54 | Stati Uniti (bandiera)             | King, Gerard      | 206 cm  | 104 kg | 25-11-1972   | Nicholls State         |
| C | 41 | Stati Uniti (bandiera)             | Perdue, Will      | 213 cm  | 109 kg | 29-08-1965   | Vanderbilt             |
| C | 50 | Stati Uniti (bandiera)             | Robinson, David   | 216 cm  | 107 kg | 06-08-1965   | Navy                   |
| A | 31 | Stati Uniti (bandiera)             | Rose, Malik       | 201 cm  | 113 kg | 23-11-1974   | Drexel                 |
| G | 11 | Stati Uniti (bandiera)             | Williams, Brandon | 198 cm  | 98 kg  | 27-09-1975   | Davidson               |

| \| Pos. \| Num. \| Naz. \| Nome \| Altezza \| Peso \| Data nascita \| Provenienza \| \| ---- \| ---- \| ---- \| ----------------- \| ------- \| ------ \| ------------ \| --------------------- \| \| A \| 41 \| \| Bohannon, Etdrick \| 206 cm \| 100 kg \| 29-05-1973 \| Auburn \| \| G \| 9 \| \| Brunson, Rick \| 193 cm \| 86 kg \| 14-06-1972 \| Temple \| \| A/C \| 23 \| \| Camby, Marcus \| 211 cm \| 100 kg \| 22-03-1974 \| Massachusetts \| \| G \| 1 \| \| Childs, Chris \| 191 cm \| 88 kg \| 20-11-1967 \| Boise State \| \| C \| 14 \| \| Dudley, Chris \| 211 cm \| 107 kg \| 22-02-1965 \| Yale \| \| C \| 33 \| \| Ewing, Patrick \| 213 cm \| 109 kg \| 05-08-1962 \| Georgetown \| \| G \| 20 \| \| Houston, Allan \| 198 cm \| 91 kg \| 20-04-1971 \| Tennessee \| \| A \| 2 \| \| Johnson, Larry \| 198 cm \| 113 kg \| 14-03-1969 \| UNLV \| \| A \| 4 \| \| Johnson, DeMarco \| 206 cm \| 111 kg \| 06-10-1975 \| North Carolina \| \| C \| 28 \| \| Lang, Andrew \| 211 cm \| 111 kg \| 28-06-1966 \| Arkansas \| \| G/AP \| 8 \| \| Sprewell, Latrell \| 196 cm \| 86 kg \| 08-09-1970 \| Alabama \| \| A \| 40 \| \| Thomas, Kurt \| 206 cm \| 104 kg \| 04-10-1972 \| Texas Christian \| \| A \| 6 \| \| Türkcan, Mirsad \| 206 cm \| 107 kg \| 07-06-1976 \| Anadolu Efes (Turkey) \| \| A \| 44 \| \| Wallace, John \| 203 cm \| 102 kg \| 09-02-1974 \| Syracuse \| \| G \| 21 \| \| Ward, Charlie \| 188 cm \| 86 kg \| 12-10-1970 \| Florida State \| \| A/C \| \| \| Williams, Herb \| 208 cm \| 110 kg \| 16-02-1958 \| Ohio State \| \| G/AP \| 26 \| \| Wingate, David \| 196 cm \| 84 kg \| 15-12-1963 \| Georgetown \| | Allenatore - Jeff Van Gundy Assistente/i - Greg Brittenham - Don Chaney - Brendan Malone - Jeff Nix - Tom Thibodeau Legenda - (C) Capitano - (FA) Free agent - (S) Sospeso - (TW) Contratto Two-way - (GL) Assegnato a squadra G League affiliata - Infortunato Roster • Transazioni · Ultima transazione: 30 giugno 1999 |                        |                   |         |        |              |                       |
| Pos. | Num. | Naz.                   | Nome              | Altezza | Peso   | Data nascita | Provenienza           |
| A | 41 | Stati Uniti (bandiera) | Bohannon, Etdrick | 206 cm  | 100 kg | 29-05-1973   | Auburn                |
| G | 9 | Stati Uniti (bandiera) | Brunson, Rick     | 193 cm  | 86 kg  | 14-06-1972   | Temple                |
| A/C | 23 | Stati Uniti (bandiera) | Camby, Marcus     | 211 cm  | 100 kg | 22-03-1974   | Massachusetts         |
| G | 1 | Stati Uniti (bandiera) | Childs, Chris     | 191 cm  | 88 kg  | 20-11-1967   | Boise State           |
| C | 14 | Stati Uniti (bandiera) | Dudley, Chris     | 211 cm  | 107 kg | 22-02-1965   | Yale                  |
| C | 33 | Stati Uniti (bandiera) | Ewing, Patrick    | 213 cm  | 109 kg | 05-08-1962   | Georgetown            |
| G | 20 | Stati Uniti (bandiera) | Houston, Allan    | 198 cm  | 91 kg  | 20-04-1971   | Tennessee             |
| A | 2 | Stati Uniti (bandiera) | Johnson, Larry    | 198 cm  | 113 kg | 14-03-1969   | UNLV                  |
| A | 4 | Stati Uniti (bandiera) | Johnson, DeMarco  | 206 cm  | 111 kg | 06-10-1975   | North Carolina        |
| C | 28 | Stati Uniti (bandiera) | Lang, Andrew      | 211 cm  | 111 kg | 28-06-1966   | Arkansas              |
| G/AP | 8 | Stati Uniti (bandiera) | Sprewell, Latrell | 196 cm  | 86 kg  | 08-09-1970   | Alabama               |
| A | 40 | Stati Uniti (bandiera) | Thomas, Kurt      | 206 cm  | 104 kg | 04-10-1972   | Texas Christian       |
| A | 6 | Turchia (bandiera)     | Türkcan, Mirsad   | 206 cm  | 107 kg | 07-06-1976   | Anadolu Efes (Turkey) |
| A | 44 | Stati Uniti (bandiera) | Wallace, John     | 203 cm  | 102 kg | 09-02-1974   | Syracuse              |
| G | 21 | Stati Uniti (bandiera) | Ward, Charlie     | 188 cm  | 86 kg  | 12-10-1970   | Florida State         |
| A/C | | Stati Uniti (bandiera) | Williams, Herb    | 208 cm  | 110 kg | 16-02-1958   | Ohio State            |
| G/AP | 26 | Stati Uniti (bandiera) | Wingate, David    | 196 cm  | 84 kg  | 15-12-1963   | Georgetown            |

#### Risultati
| Arbitri: | Hugh Evans Steve Javie Bennett Salvatore |

|                                                                                     |            |                                                                            |
| T. Duncan 33                                                                        | Punti      | A. Houston, L. Sprewell 19                                                 |
| A. Johnson 8                                                                        | Assist     | A. Houston, C. Ward, C. Childs 3                                           |
| T. Duncan 16                                                                        | Rimbalzi   | K. Thomas 16                                                               |
| Elie, Elliott, Johnson, Robinson, Tim Duncan (Daniels, Jackson, Kerr, Kersey, Rose) | Formazioni | Dudley, Houston, Johnson, Sprewell, Ward (Camby, Childs, Thomas, Williams) |

| Arbitri: | Dan Crawford Joey Crawford Jess Kersey |

|                                                                               |            |                                                                  |
| T. Duncan 25                                                                  | Punti      | L. Sprewell 26                                                   |
| A. Johnson 5                                                                  | Assist     | C. Ward 3                                                        |
| T. Duncan 15                                                                  | Rimbalzi   | M. Camby 11                                                      |
| Duncan, Elie, Elliott, Johnson, Robinson (Daniels, Jackson, Kerr, King, Rose) | Formazioni | Dudley, Houston, Johnson, Sprewell, Ward (Camby, Childs, Thomas) |

| Arbitri: | Dick Bavetta Hue Hollins Ronnie Nunn |

|                                                                           |            |                                                                               |
| A. Houston 34                                                             | Punti      | D. Robinson 25                                                                |
| L. Sprewell 5                                                             | Assist     | A. Johnson 4                                                                  |
| K. Thomas 10                                                              | Rimbalzi   | T. Duncan 12                                                                  |
| Camby, Houston, Johnson, Sprewell, Ward (Brunson, Childs, Dudley, Thomas) | Formazioni | Duncan, Elie, Elliott, Johnson, Robinson (Daniels, Jackson, Kerr, King, Rose) |

| Arbitri: | Hugh Evans Ron Garretson Mike Mathis |

|                                                                  |            |                                                                        |
| L. Sprewell 26                                                   | Punti      | T. Duncan 28                                                           |
| C. Ward 8                                                        | Assist     | A. Johnson 10                                                          |
| M. Camby 13                                                      | Rimbalzi   | T. Duncan 9                                                            |
| Camby, Houston, Johnson, Sprewell, Ward (Childs, Dudley, Thomas) | Formazioni | Duncan, Elie, Elliott, Johnson, Robinson (Jackson, Kerr, Kersey, Rose) |

| Arbitri: | Joey Crawford Steve Javie Bennett Salvatore |

|                                                                            |            |                                                                         |
| L. Sprewell 35                                                             | Punti      | T. Duncan 31                                                            |
| A. Houston 5                                                               | Assist     | A. Johnson 9                                                            |
| L. Sprewell 10                                                             | Rimbalzi   | D. Robinson 12                                                          |
| Camby, Houston, Johnson, Sprewell, Ward (Childs, Dudley, Thomas, Williams) | Formazioni | Duncan, Johnson, Robinson, Elliott, Elie (Jackson, Rose, Kerr, Daniels) |

| Campione NBA 1999           |
| --------------------------- |
| San Antonio Spurs 1º titolo |

#### Hall of famer
| NBA Finals | Atleta         | Squadra           | Anno |           |
| ---------- | -------------- | ----------------- | ---- | --------- |
| Giocatore  | David Robinson | San Antonio Spurs | 2009 | Giocatore |
| Giocatore  | Tim Duncan     | San Antonio Spurs | 2020 | Giocatore |

#### MVP delle Finali
- #21 Tim Duncan, San Antonio Spurs.

## Squadra vincitrice

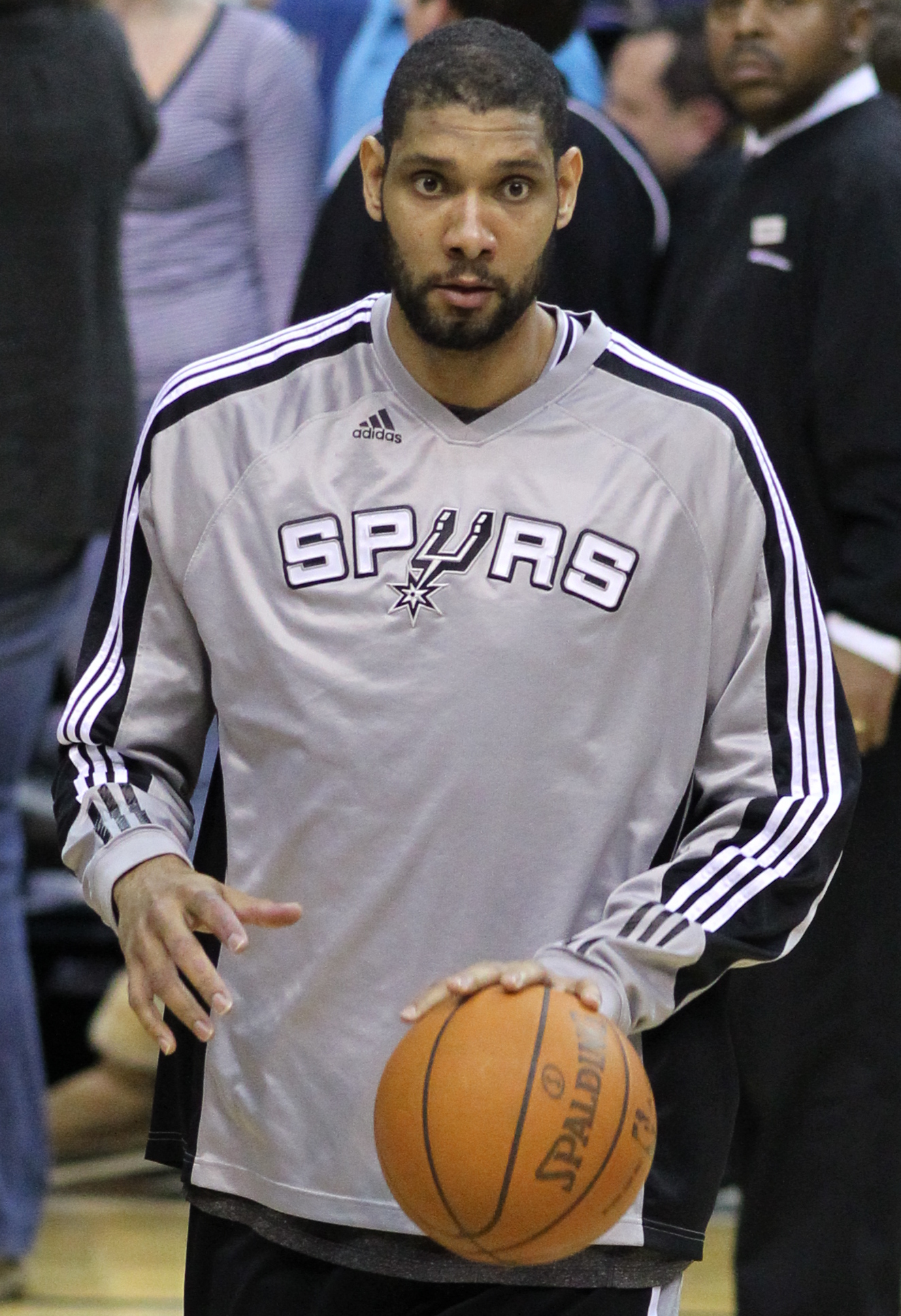
1. 21 Tim Duncan, San Antonio Spurs.

| N° | Naz.                               | Ruolo | Sportivo        |  | Alt. |  |
| -- | ---------------------------------- | ----- | --------------- |  | ---- |  |
| 2  | Stati Uniti (bandiera)             | G     | Jaren Jackson   |  | 193  |  |
| 4  | Stati Uniti (bandiera)             | G     | Steve Kerr      |  | 185  |  |
| 6  | Stati Uniti (bandiera)             | P     | Avery Johnson   |  | 178  |  |
| 10 | Australia (bandiera)               | G     | Andrew Gaze     |  | 201  |  |
| 17 | Stati Uniti (bandiera)             | GA    | Mario Elie      |  | 196  |  |
| 21 | Isole Vergini Americane (bandiera) | AC    | Tim Duncan      |  | 211  |  |
| 25 | Stati Uniti (bandiera)             | AG    | Jerome Kersey   |  | 204  |  |
| 31 | Stati Uniti (bandiera)             | AG    | Malik Rose      |  | 201  |  |
| 32 | Stati Uniti (bandiera)             | AP    | Sean Elliott    |  | 203  |  |
| 33 | Stati Uniti (bandiera)             | P     | Antonio Daniels |  | 193  |  |
| 41 | Stati Uniti (bandiera)             | C     | Will Perdue     |  | 213  |  |
| 50 | Stati Uniti (bandiera)             | C     | David Robinson  |  | 213  |  |
| 54 | Stati Uniti (bandiera)             | AG    | Gerard King     |  | 210  |  |
|    | Stati Uniti (bandiera)             | All.  | Gregg Popovich  |  |      |  |

## Statistiche
Aggiornate al 6 luglio 2021.
| Categoria | Singola prestazione                                      | Singola prestazione                                              | Singola prestazione | Media           | Media              | Media | Media |
| Categoria | Giocatore                                                | Squadra                                                          | Max                 | Giocatore       | Squadra            | Media | PG    |
| --------- | -------------------------------------------------------- | ---------------------------------------------------------------- | ------------------- | --------------- | ------------------ | ----- | ----- |
| Punti     | Tim Duncan Allen Iverson Shaquille O'Neal Scottie Pippen | San Antonio Spurs Philadelphia 76ers L.A. Lakers Houston Rockets | 37                  | Allen Iverson   | Philadelphia 76ers | 28,5  | 8     |
| Rimbalzi  | Charles Barkley                                          | Houston Rockets                                                  | 23                  | Dikembe Mutombo | Atlanta Hawks      | 13,9  | 9     |
| Assist    | Mark Jackson John Stockton                               | Indiana Pacers Utah Jazz                                         | 14                  | Jason Kidd      | Phoenix Suns       | 10,3  | 4     |